# Achensko jezero
Achensko jezero (nje. Achensee) je ledenjačko jezero koje se nalazi u austrijskoj pokrajini Tirolu. Nalazi se sjverno od Jenbacha. Achensko jezero je najveće jezero u Tirolu.
Ime je dobilo po rijeci Achenu (Ache, Seeache), izvorišnoj rijeci rijeke Isara, u koju se razlijeva u sjevernom dijelu Achenske doline (Achental) kod Achenkircha.
Jezero je duboko 133 metra i voda je gotovo pitka, dok vidljivost dopire do 10 metara ispod površine jezera. Temperatura jezera rijetko kad prelazi iznad 20 °C, a njegova veličina i vjetrovitost čine ga pogodnim za surfanje.
Općine na jezeru su: Eben am Achensee, Achenkirch i Pertisau koje se sve nalaze u kotaru Schwaz.

## Galerija
- Zima na Achenseeu
- Pogled na jezero i Pertisau
- Achenseebahn
- Kasna jesen na jezeru
- Brod sv. Benedikt koji još plovi po jezeru
- Lokacijska karta Achenseea u Tirolu